# Pellérd
Pellérd är en ort i Ungern.   Den ligger i provinsen Baranya, i den sydvästra delen av landet, 180 km söder om huvudstaden Budapest. Pellérd ligger 119 meter över havet och antalet invånare är 1 881.
Terrängen runt Pellérd är platt söderut, men norrut är den kuperad. Runt Pellérd är det ganska glesbefolkat, med 32 invånare per kvadratkilometer. Närmaste större samhälle är Pécs, 8,2 km nordost om Pellérd. Trakten runt Pellérd består till största delen av jordbruksmark.